# 人民行動党
人民行動党（じんみんこうどうとう、英語：People's Action Party、略称：PAP、簡体字：人民行动党、マレー語：Parti Tindakan Rakyat）は、シンガポールの政党である。独立以来一貫して与党の座にあり、開発独裁体制のもと同国を現在の経済大国に成長させた。

## 概要
イギリスからの留学帰りの弁護士であるリー・クアンユー（李光耀）が、労働組合のリーダーであるリム・チンシオン（林清祥）、フォン・スイスァン（方水双）などと協力し、1954年にイギリス領マラヤのうちシンガポール地域を基盤とする政党として結成。当時の市民の大半は、自らの利益を代弁する労働組合のリーダーを支持しており、ケンブリッジ大学を卒業したリーは、民衆の支持を勝ち取るために、リムやフォンを利用したと見られている。しかし、党内や国内でリーら英語教育を受けたグループが勢力を拡大するにつれて、2つのグループが軋轢を強める。やがて反共という時代の流れもあって、リムやフォンらは離党する。
1965年、マレーシアを追い出される形で独立したシンガポールは、リー・クアンユーの指揮のもと、人民行動党のヘゲモニー政党制を確立、現在もその体制を維持している。シンガポール労働者党など他の野党を認めているが、野党候補を当選させた選挙区への冷遇、演説会場への警察官配置、与党政治家の政策を批判した者を個人的な名誉毀損にすり替えての刑事処分などの手法で独裁政党の地位を確保している。人民行動党による独裁批判を止めない者には国内治安維持法が適用され、無期限に収監されることになる。「アジアにはアジアの価値観があり、欧米流の人権や民主主義はシンガポールには馴染まない」というのが、よく使われる理由である。シンガポールの国会に占める議席数は83/99（2015年現在）であるが、このような一党支配体制の裏には、野党議員の当選を阻むような選挙区制度が存在する。シンガポールの選挙区制選挙はいわゆる「勝者総取り方式」である集団選挙区制で争われ、野党議員が当選しづらい仕組みになっている。
過去には民主社会主義を掲げ社会主義インターナショナルに加盟していたが、言論の自由に対する抑圧を理由に1976年、除名された。以後、実質的に保守政党となったとみられている。ただ社会政策においては経済大国化とともに充実させる方針を採っている。

## 党首
書記長はリー・クアンユー（李光耀、1959年 - 1992年）、ゴー・チョクトン（呉作棟、1992年 - 2004年）を経て、2004年からはリー・シェンロン（李顕龍）が務めている。代々の書記長がシンガポールの首相となっている。

## 党員
- リー・クーンチョイ

## その他
シンガポール独立後に人民行動党のマレーシア内組織は民主行動党を結成し、現在も実質友党となっている。